# Уснея цветущая
Усне́я цвету́щая (лат. Usnea florida) — вид кустистых эпифитных лишайников рода Уснея (Usnea) семейства Пармелиевые (Parmeliaceae). Типовой вид рода.

## Описание
Слоевище кустистое, жёсткое,торчащее, разветвлённое у основания, длиной 5—15 см, светло-серого либо светло-зелёного цвета. Веточки цилиндрические, разветвлённые, жёсткие,  прямые или слегка изогнутые, одинаковой толщины (до 1,5 мм) на всем протяжении, в местах ветвления с прямыми пазухами, по всей длине с перпендикулярно отходящими короткими продолговатыми фибриллами длиной 1—3 мм.
Апотеции диаметром 0,3—2 см, многочисленные, расположены на концах веточек; диск апотеция окружен длинными ресничками. Иногда имеет немногочисленные изидии. Споровая сумка содержит 8 спор длиной 9—13 × 5,5—8 мм. Соредии отсутствуют.
Имеет внешнее сходство с Уснеей почти цветущей. Различия заключаются в отсутствии соредий у уснеи цветущей и отсутствии апотециев у уснеи почти цветущей. Согласно генетическим исследованиям оба вида являются монофилетическими таксонами.

## Распространение и экология
Мезофит. Эпифит. Предпочитает первичные леса, где растет на высокобонитетных деревьях. Обитает на коре лиственных и хвойных деревьев: бука, дуба, клёна, берёзы, пихты, лиственницы, сосны, ели.
Очень чувствительна к загрязнению воздуха (встречается на территориях с содержанием диоксида серы менее 30 мкг/м3).
В России чаще всего встречается в горах Северного Кавказа, также известны местонахождения вида в  европейской части России, на Южном и Среднем Урале и на Дальнем Востоке. За пределами РФ обитает в горах Западной и Восточной, Малой Азии, Гималаях, Закавказье, Северной и Центральной Америке.

## Химический состав
Слоевище лишайника содержит усниновую кислоту, обладающую противомикробным, антималярийным, противораковым, гепатопротекторным действием, а также являющуюся синергистом инстекцидов, а также соль уснинат натрия, используемую при изготовлении антибиотиков.

## Значение и применение
Охотно поедается северным оленем (Rangifer tarandus) в особенности в период образования наста и гололёдицы, когда наземная растительность становится недоступной.

## Охранный статус
Включалась в Красную книгу СССР. Занесена в Красную книгу России со статусом «Вид с неуклонно сокращающейся численностью», а также в региональные Красные книги ряда субъектов РФ. Исчезает в связи с загрязнением атмосферы, нарушением местообитаний в результате освоения горных территорий, а также заготовкой видов рода Уснея в качестве сырья для фармацевтической промышленности.
За пределами России охраняется в Беларуси, Литве, Польше и Украине.

## Таксономия
Под данным таксономическим названием была описана в 1780 году немецким ботаником и микологом Фридрихом Генрихом Виггерсом в работе Primitiae florae holsaticae.
Согласно базе данных MycoBank, в синонимику вида входят следующие названия:
- Lichen floridus L., 1753 basionym
- Parmelia florida (L.) Spreng., 1827
- Usnea barbata subsp. florida (L.) Vain, 1890
- Usnea barbata var. florida (L.) Fr.
- Usneomyces floridae  E.A. Thomas ex Cif. & Tomas, 1953